# Aegyptobia prolixa
Aegyptobia prolixa är en spindeldjursart som beskrevs av Meyer 1979. Aegyptobia prolixa ingår i släktet Aegyptobia och familjen Tenuipalpidae. Inga underarter finns listade i Catalogue of Life.